# Roman Gliniecki
Roman Gliniecki ps. „Korab” (ur. 18 września 1884 we Lwowie, zm. 1 kwietnia 1929 w Brześciu) – podpułkownik artylerii inżynier Wojska Polskiego, kawaler Orderu Virtuti Militari.

## Życiorys
Urodził się w rodzinie Bolesława i Karoliny Felicji z domu Knap. W 1905 ukończył C. K. Gimnazjum w Stryju (w jego klasie był m.in. Stefan Vrtel). Od 1907 do 1908 jako ochotnik odbył roczną służbę wojskową w c. i k. 2 pułku artylerii fortecznej. Od 1909 studiował w Akademii Górniczej w Leoben kończąc naukę z tytułem inżyniera. Podczas studiów działał w organizacjach niepodległościowych: w Armii Polskiej oraz w Polskich Drużynach Strzeleckich, w ramach których otrzymał stopień podoficera-kadeta 11 maja 1913.
Po wybuchu I wojny światowej, w sierpniu 1914 jako ochotnik zgłosił się do Legionów Polskich w Krakowie. Służył w 11 kompanii strzeleckiej, następnie przydzielony kadr artylerii w krakowskich Przegorzałach. Został dowódcą 2 baterii od 25 września 1914, a 29 września mianowany chorążym artylerii. Brał udział w walkach na obszarze Karpat, był ranny i chory, po czym leczył się w Wiedniu. Po rekonwalescencji służył w szkolnej baterii Kaiser Ebersdorf pod Wiedniem od 22 września 1915 do 3 września 1916. Został awansowany do stopnia porucznika artylerii. Mianowany dowódcą 1 baterii w 1 pułku artylerii, później został dowódcą I dywizjonu. Po kryzysie przysięgowym 3 lipca 1918 został zwolniony z Legionów, po czym służył w Polskim Korpusie Posiłkowym. Od 30 sierpnia do 1 października 1917 był dowódcą kursu wyszkolenia artylerii. Po przejściu pod Rarańczą w połowie lutego 1918 został internowany, był osadzony w obozie w Chust. Sądzony w procesie oskarżonych legionistów w Marmarosz-Sziget od czerwca do września 1918.
25 października 1918 roku został przyjęty do Wojska Polskiego z zatwierdzeniem posiadanego stopnia porucznika. 8 listopada 1918 roku Rada Regencyjna mianowała go kapitanem ze starszeństwem z dniem 12 października 1918 roku. Otrzymał przydziały do sztabu dowództwa Okręgu Wojskowego w Przemyślu, następnie od stycznia do lutego 1919 do Dowództwa Okręgu Generalnego „Łódź”. Brał udział w wojnie polsko-ukraińskiej na stanowisku dowódcy dywizjonu artylerii ciężkiej. Podczas wojny polsko-bolszewickiej od 12 czerwca do 18 sierpnia 1919 pełnił funkcję zastępcy szefa sztabu Generalnego Inspektoratu Artylerii, a następnie skierowany na front służył w ramach dowództwa Frontu Litewsko-Białoruskiego. 15 lipca 1920 roku został zatwierdzony z dniem 1 kwietnia 1920 roku w stopniu majora, w artylerii, w grupie oficerów byłych Legionów Polskich. Pełnił wówczas służbę w Oddziale IV Naczelnego Dowództwa Wojska Polskiego.
1 czerwca 1921 roku pełnił służbę w Departamencie V Ministerstwa Spraw Wojskowych, a jego oddziałem macierzystym był 1 dywizjon artylerii ciężkiej Legionów. 3 maja 1922 roku został zweryfikowany w stopniu podpułkownika ze starszeństwem z dniem 1 czerwca 1919 roku i 6. lokatą w korpusie oficerów uzbrojenia, a jego oddziałem macierzystym był Okręgowy Zakład Uzbrojenia Nr V. Później został przeniesiony do korpusu oficerów artylerii. 17 maja 1922 roku odznaczono go orderem wojskowym „Virtuti Militari" V klasy. Od 1923 roku pełnił służbę w 1 pułku artylerii najcięższej w Warszawie. Od 18 stycznia 1925 roku został wyznaczony na stanowisko zastępcy dowódcy pułku. 17 listopada 1925 roku został wyznaczony na stanowisko dowódcy pułku. 5 czerwca 1926 roku został przeniesiony do kadry oficerów artylerii. W 1928 był przydzielony do Obozu Ćwiczebnego Brześć. Zmarł 1 kwietnia 1929 roku w Brześciu. 6 kwietnia 1929 został pochowany na cmentarzu Rakowickim w Krakowie.

## Ordery i odznaczenia
- Krzyż Srebrny Orderu Wojskowego Virtuti Militari[18] nr 5939 – 17 maja 1922[19][9]
- Krzyż Niepodległości
- Krzyż Walecznych – dwukrotnie